# Oorlogsmonument Hoogovens-Mekog-Cemij
Oorlogsmonument Hoogovens-Mekog-Cemij is een oorlogsmonument aan de Wenckebachstraat in Velsen, Noord-Holland. Het staat langs de toegangsweg naar de hoofdingang van het hoogovensbedrijf Tata Steel IJmuiden. 
Het monument werd gemaakt door J.B. Kloos en op 5 mei 1948 onthuld. Het gedenkt 69 burgerslachtoffers - personeelsleden bij de hoogovens - die hun leven verloren tijdens de Tweede Wereldoorlog. Op het monument staat de tekst
'HOOGOVENS - MEKOG - CEMIJ

MEI 1940 - MEI 1945'
Op de zes bronzen plaquettes staan de namen van alle slachtoffers, onder wie Johannes Lambertus Bonekamp en Cornelis Johannes Sporre.